# Balkan Botevgrad
Le Balkan Botevgrad est un club bulgare de basket-ball basé à Botevgrad.

## Palmarès
- Champion de Bulgarie : 1974, 1987, 1988 1989 et 2019

## Entraîneurs successifs
- Depuis ? : -

## Joueurs célèbres ou marquants
- Pavel Marinov
- Jordan Bozov
- Alexandre Gavrilovic